# Wahlkreis Florenz (Senato della Repubblica)
Der Wahlkreis Florenz ist seit 2017 ein Wahlkreis (italienisch collegio elettorale) für die Wahl des Senats.

## Von 2017 bis 2020

### Wahlkreisgebiet
Der Wahlkreis umfasste 5 Gemeinden: Florenz, Impruneta, Lastra a Signa, Scandicci und Signa.

### Wahlergebnisse

#### Parlamentswahl 2018
| Kandidaten               | Kandidaten              | Stimmen | %    | Listen                                      | Stimmen | %    |
| ------------------------ | ----------------------- | ------- | ---- | ------------------------------------------- | ------- | ---- |
|                          | Matteo Renzigewählt     | 109.830 | 43,9 | Partito Democratico                         | 94.646  | 37,8 |
| +Europa                  | Matteo Renzigewählt     | 109.830 | 43,9 | 11.999                                      | 4,8     |      |
| Italia Europa Insieme    | Matteo Renzigewählt     | 109.830 | 43,9 | 1.880                                       | 0,8     |      |
| Civica Popolare          | Matteo Renzigewählt     | 109.830 | 43,9 | 1.305                                       | 0,5     |      |
|                          | Alberto Bagnai          | 61.642  | 24,6 | Lega                                        | 29.944  | 12,0 |
| Forza Italia             | Alberto Bagnai          | 61.642  | 24,6 | 19.785                                      | 7,9     |      |
| Fratelli d’Italia        | Alberto Bagnai          | 61.642  | 24,6 | 10.514                                      | 4,2     |      |
| Noi con l’Italia – UDC   | Alberto Bagnai          | 61.642  | 24,6 | 1.399                                       | 0,6     |      |
|                          | Nicola Cecchi           | 49.925  | 20,0 | Movimento 5 Stelle                          | 49.925  | 20,0 |
|                          | Alessia Petraglia       | 16.549  | 6,6  | Liberi e Uguali                             | 16.549  | 6,6  |
|                          | Miriam Amato            | 6.386   | 2,6  | Potere al Popolo!                           | 6.386   | 2,6  |
|                          | Sergio Baracchi         | 2.057   | 0,8  | Partito Comunista                           | 2.057   | 0,8  |
|                          | Massimiliano Bartolozzi | 1.493   | 0,6  | CasaPound Italia                            | 1.493   | 0,6  |
|                          | Katiuscia Biondi        | 1.128   | 0,5  | Il Popolo della Famiglia                    | 1.128   | 0,5  |
|                          | Umberto Caramia         | 753     | 0,3  | Italia agli Italiani (FT – FN)              | 753     | 0,3  |
|                          | Claudio Ciarpaglini     | 431     | 0,2  | Per una Sinistra Rivoluzionaria (SCR – PCL) | 431     | 0,2  |
| Gesamt                   | Gesamt                  | 250.194 | 100  |                                             | 250.194 | 100  |
|                          |                         |         |      |                                             |         |      |
| Ungültige Stimmen        | Ungültige Stimmen       | 6.685   | 2,6  |                                             |         |      |
| Wähler                   | Wähler                  | 256.879 | 78,6 |                                             |         |      |
| Wahlberechtigte          | Wahlberechtigte         | 326.860 |      |                                             |         |      |
|                          |                         |         |      |                                             |         |      |
| Quelle: Innenministerium |                         |         |      |                                             |         |      |

## Seit 2020
| Wahlkreise – Senato della Repubblica – Toskana | Wahlkreise – Senato della Repubblica – Toskana | Wahlkreise – Senato della Repubblica – Toskana |
| Provinz                                        | Provinz                                        | Gemeinden nach Provinzen ⮞ Wahlkreis           |
| ---------------------------------------------- | ---------------------------------------------- | ---------------------------------------------- |
|                                                | Metropolitanstadt Florenz (41 Gemeinden)       | alle ⮞ Wahlkreis Florenz                       |
|                                                | Provinz Arezzo (36 Gemeinden)                  | alle ⮞ Wahlkreis Arezzo                        |
|                                                | Provinz Grosseto (28 Gemeinden)                | alle ⮞ Wahlkreis Arezzo                        |
|                                                | Provinz Livorno (19 Gemeinden)                 | alle ⮞ Wahlkreis Livorno                       |
|                                                | Provinz Lucca (33 Gemeinden)                   | 3 ⮞ Wahlkreis Livorno 30 ⮞ Wahlkreis Prato     |
|                                                | Provinz Massa-Carrara (17 Gemeinden)           | alle ⮞ Wahlkreis Prato                         |
|                                                | Provinz Pisa (37 Gemeinden)                    | alle ⮞ Wahlkreis Livorno                       |
|                                                | Provinz Pistoia (20 Gemeinden)                 | alle ⮞ Wahlkreis Prato                         |
|                                                | Provinz Prato (7 Gemeinden)                    | alle ⮞ Wahlkreis Prato                         |
|                                                | Provinz Siena (35 Gemeinden)                   | alle ⮞ Wahlkreis Arezzo                        |

### Wahlkreisgebiet
Der Wahlkreis umfasst alle 41 Gemeinden der Metropolitanstadt Florenz.

### Wahlergebnisse

#### Parlamentswahl 2022
| Kandidaten                          | Kandidaten           | Stimmen | %    | Listen                                                  | Stimmen | %    |
| ----------------------------------- | -------------------- | ------- | ---- | ------------------------------------------------------- | ------- | ---- |
|                                     | Ilaria Cucchigewählt | 208.898 | 40,1 | Partito Democratico – Italia Democratica e Progressista | 152.921 | 29,3 |
| Alleanza Verdi e Sinistra           | Ilaria Cucchigewählt | 208.898 | 40,1 | 34.099                                                  | 6,5     |      |
| +Europa                             | Ilaria Cucchigewählt | 208.898 | 40,1 | 17.768                                                  | 3,4     |      |
| Impegno Civico – Centro Democratico | Ilaria Cucchigewählt | 208.898 | 40,1 | 4.110                                                   | 0,8     |      |
|                                     | Federica Picchi      | 156.585 | 30,0 | Fratelli d’Italia                                       | 107.905 | 20,7 |
| Lega per Salvini Premier            | Federica Picchi      | 156.585 | 30,0 | 25.044                                                  | 4,8     |      |
| Forza Italia                        | Federica Picchi      | 156.585 | 30,0 | 21.400                                                  | 4,1     |      |
| Noi Moderati                        | Federica Picchi      | 156.585 | 30,0 | 2.236                                                   | 0,4     |      |
|                                     | Stefania Saccardi    | 63.735  | 12,2 | Azione – Italia Viva                                    | 63.735  | 12,2 |
|                                     | Claudio Cantella     | 55.376  | 10,6 | Movimento 5 Stelle                                      | 55.376  | 10,6 |
|                                     | Francesca Conti      | 11.206  | 2,1  | Unione Popolare                                         | 11.206  | 2,1  |
|                                     | Guglielmo Mossuto    | 7.773   | 1,5  | Italexit per l’Italia                                   | 7.773   | 1,5  |
|                                     | Maurizio Romani      | 7.411   | 1,4  | Italia Sovrana e Popolare                               | 7.411   | 1,4  |
|                                     | Annamaria Zisa       | 6.433   | 1,2  | Partito Comunista Italiano                              | 6.433   | 1,2  |
|                                     | Vanda Ciaiola        | 3.898   | 0,7  | Vita                                                    | 3.898   | 0,7  |
| Gesamt                              | Gesamt               | 521.315 | 100  |                                                         | 521.315 | 100  |
|                                     |                      |         |      |                                                         |         |      |
| Ungültige Stimmen                   | Ungültige Stimmen    | 21.358  | 3,9  |                                                         |         |      |
| Wähler                              | Wähler               | 542.673 | 73,1 |                                                         |         |      |
| Wahlberechtigte                     | Wahlberechtigte      | 742.631 |      |                                                         |         |      |
|                                     |                      |         |      |                                                         |         |      |
| Quelle: Innenministerium            |                      |         |      |                                                         |         |      |